# Nordblad
Nordblad är namnet på flera månghövdade svenska och finländska släkter.

## Dalarna
Erik Andersson (1720-1778) föddes i Norrby bondby, Hedemora landsförsamling. Han antog namnet Nordblad. Sonen Erik G Nordblad (1762-1824) utsågs 1811 till kammarrättsråd i Sveriges nyinrättade första kammarrätt. Han avled dagen innan han skulle adlas af Norrby. Hans sonsons sonsons son är Per Nordblad (teknologie doktor och professor i fasta tillståndets fysik vid Uppsala universitet). 
Andra framstående nu levande ättlingar är Louise Julian och Gustaf Lindencrona (jur dr och rektor för Stockholms universitet 1994-2003). Dennes morfar Carl Nordblad (1874-1917) var rektor för Palmgrenska Samskolan, hovpredikant, regementspastor vid Svea livgarde och studentkårsordförande vid Uppsala Universitet. Även farfadern Ivar Alric Nordblad (1801-1876), Västerfärnebo, var hovpredikant. Ivar Nordblad (1837- ) handlande och advokat i Stockholm, utvandrade 1883 till Crookston, Minnesota, där han blev möbelhandlare. I den fullständiga släktförteckningen finns bland annat 18 jurister, 14 civilingenjörer och 13 präster. Befryndade släkter är Fornell, Tottie, Nohre, Paues och Palme samt adliga ätterna Lagercrantz, Lindencrona, Sandels, Tersmeden, af Flodin, Schröderheim och Lilliehöök af Gälared och Kolbäck samt friherrliga ätten Falkenberg (släkt) af Trystorp.

## Gävle
Stadsläkaren professor Carl Nordblad (1778-1855) var författare till medicinska handböcker och ledamot av Kungliga Vetenskapsakademien.

## Skåne
Gösta Nordblad (1897-1940) var en nydanande konstnär i Helsingborg. Hans farfar husaren Per Nordblad (f 1830) antog namnet ca 1850. 

## Nyland
I Kyrkslätt, sydligaste Finland, antog Daniel Eriksson (död 1831) namnet Nordblad. Medlemmar av denna Nordblad-släkt har under 1900-talet även invandrat till Sverige. Georg Nordblad var olympisk bronsmedaljör 1924. Se en.wikipedia. Johanna Nordblad blev 2021 världsmästare i simning, 103 m, under is.

## Övriga namnbärare
Namnet Nordblad förekommer även i Danmark, Norge, Storbritannien, USA (California, Illinois) och Canada (British Columbia). År 2017 finns 271 vuxna personer i Sverige med efternamnet Nordblad, varav 164 bor i Skåne.